# Macromitrium pulchrum
Macromitrium pulchrum är en bladmossart som beskrevs av Bescherelle 1873. Macromitrium pulchrum ingår i släktet Macromitrium och familjen Orthotrichaceae. Inga underarter finns listade i Catalogue of Life.